# Hylaeus megalotis
Hylaeus megalotis är en biart som först beskrevs av Swenk och Cockerell 1910.  Hylaeus megalotis ingår i släktet citronbin, och familjen korttungebin. Inga underarter finns listade i Catalogue of Life.